# Bosgouet
Bosgouet [bogwe] est une commune française située dans le département de l'Eure en région Normandie.

## Géographie

### Localisation
Bosgouet est une commune du nord du département de l'Eure. Elle se situe à l'extrémité nord de la région naturelle du Roumois et confine au département de la Seine-Maritime. Elle est également proche de la vallée de la Seine qui marque la limite avec le plateau du pays de Caux. Bosgouet présente un paysage ouvert partagé entre champs cultivés et prairies, mais où subsistent encore d'importantes structures végétales (haies, arbres isolés, pommiers, notamment). À vol d'oiseau, la commune est à 2,5 km à l'est de Bourg-Achard, à 7 km au nord-ouest de Bourgtheroulde-Infreville, à 19,5 km au sud-ouest de Rouen et à 43 km au nord-ouest d'Évreux.
| Honguemare-Guenouville              | Honguemare-Guenouville, Barneville-sur-Seine                               |                                                                                 |
| Honguemare-Guenouville Bourg-Achard | Bosgouet                                                                   | La Trinité-de-Thouberville Saint-Ouen-de-Thouberville La Londe (Seine-Maritime) |
|                                     | Grand-Bourgtheroulde (comm. dél. de Thuit-Hébert et de Bosc-Bénard-Commin) | La Londe (Seine-Maritime)                                                       |

### Hydrographie
La commune est située dans le bassin Seine-Normandie. Elle n'est drainée par aucun cours d'eau,.

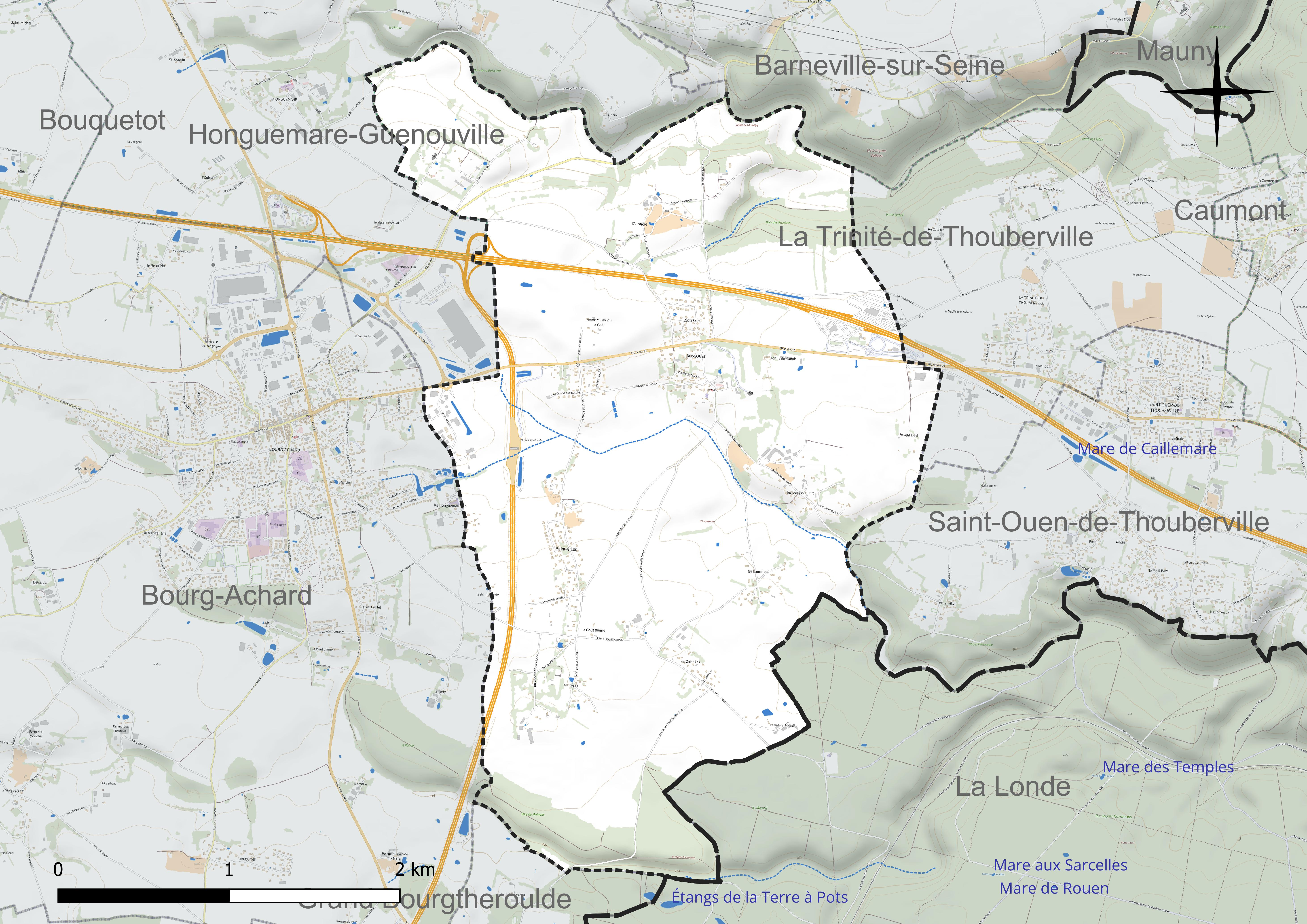
Réseau hydrographique de Bosgouet.

### Climat
Pour des articles plus généraux, voir Climat de la Normandie et Climat de l'Eure.
En 2010, le climat de la commune est de type climat océanique dégradé des plaines du Centre et du Nord, selon une étude du CNRS s'appuyant sur une série de données couvrant la période 1971-2000. En 2020, Météo-France publie une typologie des climats de la France métropolitaine dans laquelle la commune est exposée à un climat océanique et est dans la région climatique  Côtes de la Manche orientale, caractérisée par un faible ensoleillement (1 550 h/an) ; forte humidité de l’air (plus de 20 h/jour avec humidité relative > 80 % en hiver), vents forts fréquents. Parallèlement le GIEC normand, un groupe régional d’experts sur le climat, différencie quant à lui, dans une étude de 2020, trois grands types de climats pour la région Normandie, nuancés à une échelle plus fine par les facteurs géographiques locaux. La commune est, selon ce zonage, exposée à un « climat contrasté des collines », correspondant au Pays d’Auge, Lieuvin et Roumois, moins directement soumis aux flux océaniques et connaissant toutefois des précipitations assez marquées en raison des reliefs collinaires qui favorisent leur formation.
Pour la période 1971-2000, la température annuelle moyenne est de 10,4 °C, avec  une amplitude thermique annuelle de 13,8 °C. Le cumul annuel moyen de précipitations est de 805 mm, avec 12,6 jours de précipitations en janvier et 8,6 jours en juillet. Pour la période 1991-2020, la température moyenne annuelle observée sur la station météorologique la plus proche, située sur la commune de Jumièges à 9 km à vol d'oiseau, est de 12,2 °C et le cumul annuel moyen de précipitations est de 843,5 mm,. Pour l'avenir, les paramètres climatiques de la commune estimés pour 2050 selon différents scénarios d’émission de gaz à effet de serre sont consultables sur un site dédié publié par Météo-France en novembre 2022.

## Urbanisme

### Typologie
Au 1er janvier 2024, Bosgouet est catégorisée commune rurale à habitat dispersé, selon la nouvelle grille communale de densité à 7 niveaux définie par l'Insee en 2022.
Elle est située hors unité urbaine. Par ailleurs la commune fait partie de l'aire d'attraction de Rouen, dont elle est une commune de la couronne,. Cette aire, qui regroupe 317 communes, est catégorisée dans les aires de 200 000 à moins de 700 000 habitants,.

### Occupation des sols
L'occupation des sols de la commune, telle qu'elle ressort de la base de données européenne d’occupation biophysique des sols Corine Land Cover (CLC), est marquée par l'importance des territoires agricoles (86,5 % en 2018), en diminution par rapport à 1990 (88,4 %). La répartition détaillée en 2018 est la suivante :
terres arables (49,5 %), prairies (30,8 %), forêts (9,9 %), zones agricoles hétérogènes (6,1 %), zones industrielles ou commerciales et réseaux de communication (2,1 %), zones urbanisées (1,5 %). L'évolution de l’occupation des sols de la commune et de ses infrastructures peut être observée sur les différentes représentations cartographiques du territoire : la carte de Cassini (XVIIIe siècle), la carte d'état-major (1820-1866) et les cartes ou photos aériennes de l'IGN pour la période actuelle (1950 à aujourd'hui).

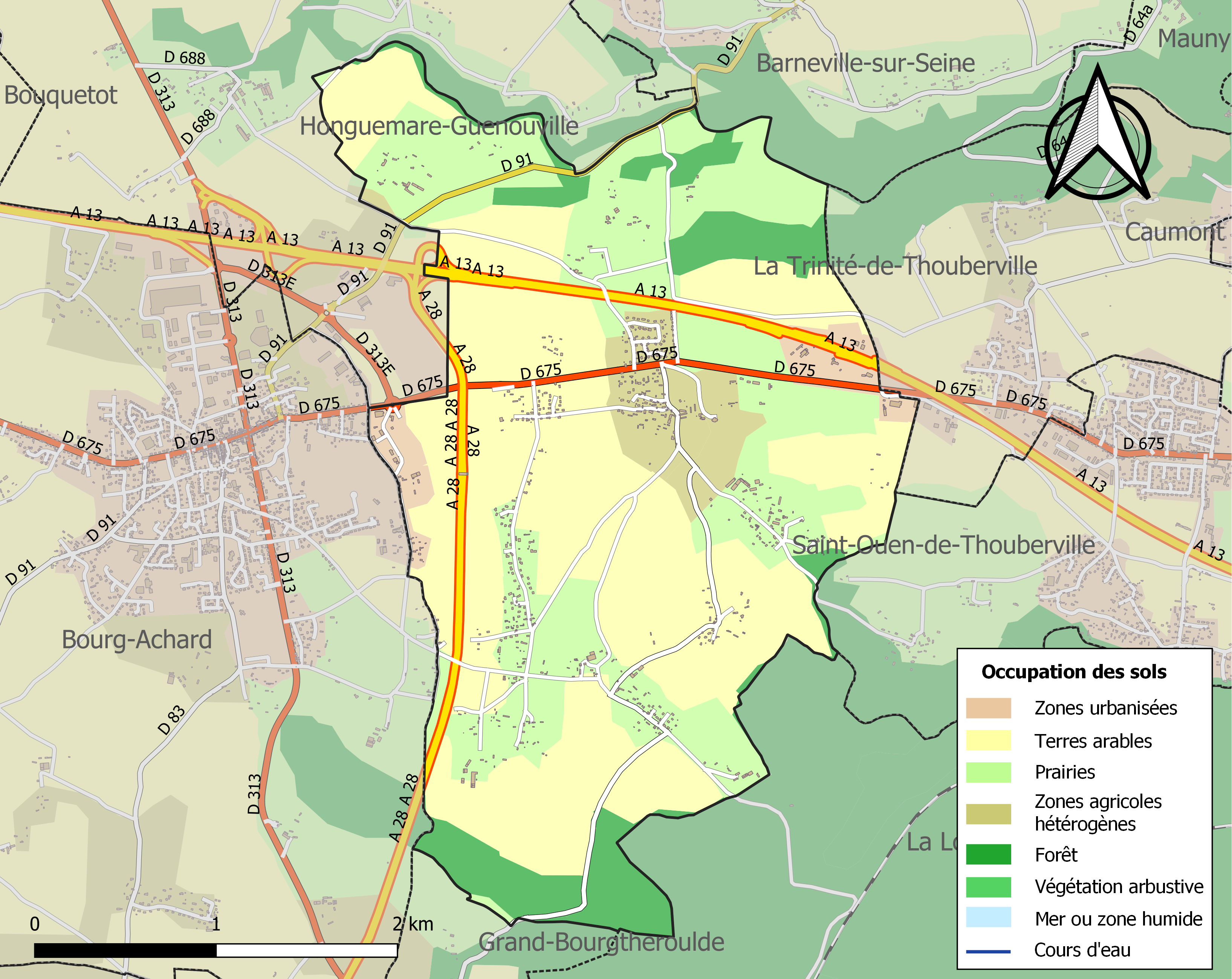
Carte des infrastructures et de l'occupation des sols de la commune en 2018 (CLC).

## Toponymie
Le nom de la localité est attesté sous la forme Boscum Goiet entre 1156 et 1161,, Boscus Goet en 1175 (cartulaire de Bourg-Achard), Boscus Gohiet en 1179 (bulle d’Alexandre III), Boscus Goieth (cartulaire de Préaux), Boschus Goeti (p. d’Eudes Rigaud), Bosc Gouet vers 1400 (coutumier des forêts).
Toponyme composé de Bosc « bois » et de l’anthroponyme Gouet et dérivé d'un mot désignant une sorte de serpe : de l'ancien français, goi, goiet, gouet, etc.
Bosc, la forme régionale de « bois », n'est pas la seule forme existante en Normandie, encore qu'elle soit de beaucoup la plus fréquente.
Les habitants sont les Bosguerrois.

## Politique et administration
| Période                                  | Période  | Identité             | Étiquette | Qualité  |
| ---------------------------------------- | -------- | -------------------- | --------- | -------- |
| 1874                                     |          | Victor Vittecoq      |           |          |
| 1876                                     |          | Decorde              |           |          |
| mars 2001                                | 2020     | Mary-Dominique Rouas | UMP-LR    | Retraité |
| 2020                                     | En cours | Franck Bertin        | -         |          |
| Les données manquantes sont à compléter. |          |                      |           |          |

## Démographie
L'évolution du nombre d'habitants est connue à travers les recensements de la population effectués dans la commune depuis 1793. Pour les communes de moins de 10 000 habitants, une enquête de recensement portant sur toute la population est réalisée tous les cinq ans, les populations de référence des années intermédiaires étant quant à elles estimées par interpolation ou extrapolation. Pour la commune, le premier recensement exhaustif entrant dans le cadre du nouveau dispositif a été réalisé en 2008.

En 2022, la commune comptait 776 habitants, en évolution de +13,28 % par rapport à 2016 (Eure : −0,25 %, France hors Mayotte : +2,11 %).
| 1793 | 1800 | 1806 | 1821 | 1831 | 1836 | 1841 | 1846 | 1851 |
| ---- | ---- | ---- | ---- | ---- | ---- | ---- | ---- | ---- |
| 694  | 654  | 639  | 606  | 646  | 557  | 560  | 504  | 531  |

| 1856 | 1861 | 1866 | 1872 | 1876 | 1881 | 1886 | 1891 | 1896 |
| ---- | ---- | ---- | ---- | ---- | ---- | ---- | ---- | ---- |
| 486  | 454  | 462  | 443  | 415  | 378  | 382  | 378  | 330  |

| 1901 | 1906 | 1911 | 1921 | 1926 | 1931 | 1936 | 1946 | 1954 |
| ---- | ---- | ---- | ---- | ---- | ---- | ---- | ---- | ---- |
| 358  | 349  | 326  | 311  | 304  | 307  | 280  | 321  | 342  |

| 1962 | 1968 | 1975 | 1982 | 1990 | 1999 | 2006 | 2008 | 2013 |
| ---- | ---- | ---- | ---- | ---- | ---- | ---- | ---- | ---- |
| 383  | 353  | 422  | 524  | 569  | 548  | 576  | 585  | 636  |

| 2018 | 2022 | - | - | - | - | - | - | - |
| ---- | ---- | - | - | - | - | - | - | - |
| 729  | 776  | - | - | - | - | - | - | - |

## Culture locale et patrimoine

### Lieux et monuments
La commune de Bosgouet compte plusieurs édifices inscrits à l'inventaire général du patrimoine culturel :
- L'église Saint-Martin (XIVe, XVIIe et XVIIIe)[29]. Placée sous le patronage de l'abbé de Préau, cette église possède un chœur du XIIIe siècle et une sacristie du XVIIIe siècle. La nef et la tour clocher ont été construites en 1866-1867 par Georges Simon ;
- La croix du cimetière de l'église Saint-Martin (XVIe (?) et XVIIIe)[30]. La croix est du XVIIIe siècle et le socle probablement du XVIe siècle ;
- Le château d'Autonne (XVIIe et XVIIIe)[31] ;
- Un château du XIXe siècle[32] ; y sont signalés des panneaux de faïence de l'atelier Janin et Guérineau[33] réalisés vers 1900[34];
- Trois maisons datant des XVIIe et XVIIIe siècles[35],[36],[37] ;
- Trois fermes datant des XVIIIe et XIXe siècles[38],[39],[40].

À noter que figure également à cet inventaire une léproserie aujourd'hui détruite.
Autres :
- La Pierre tournante.
- Aire de repos et de service autoroutière de l'autoroute de Normandie. Statue Guillaume Le Conquérant au galop de Jean-Marc de Pas (2022).

La Pierre tournante
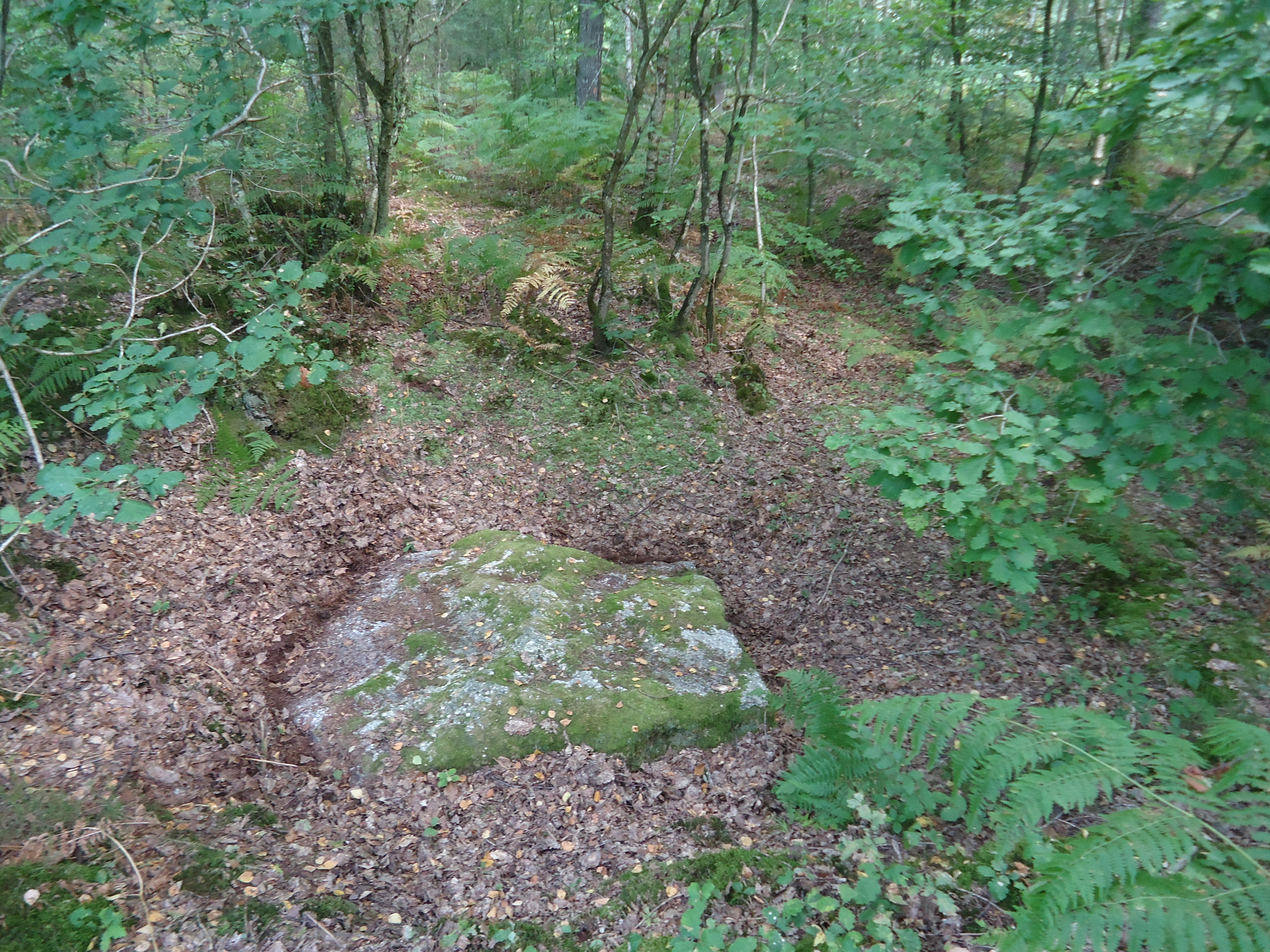
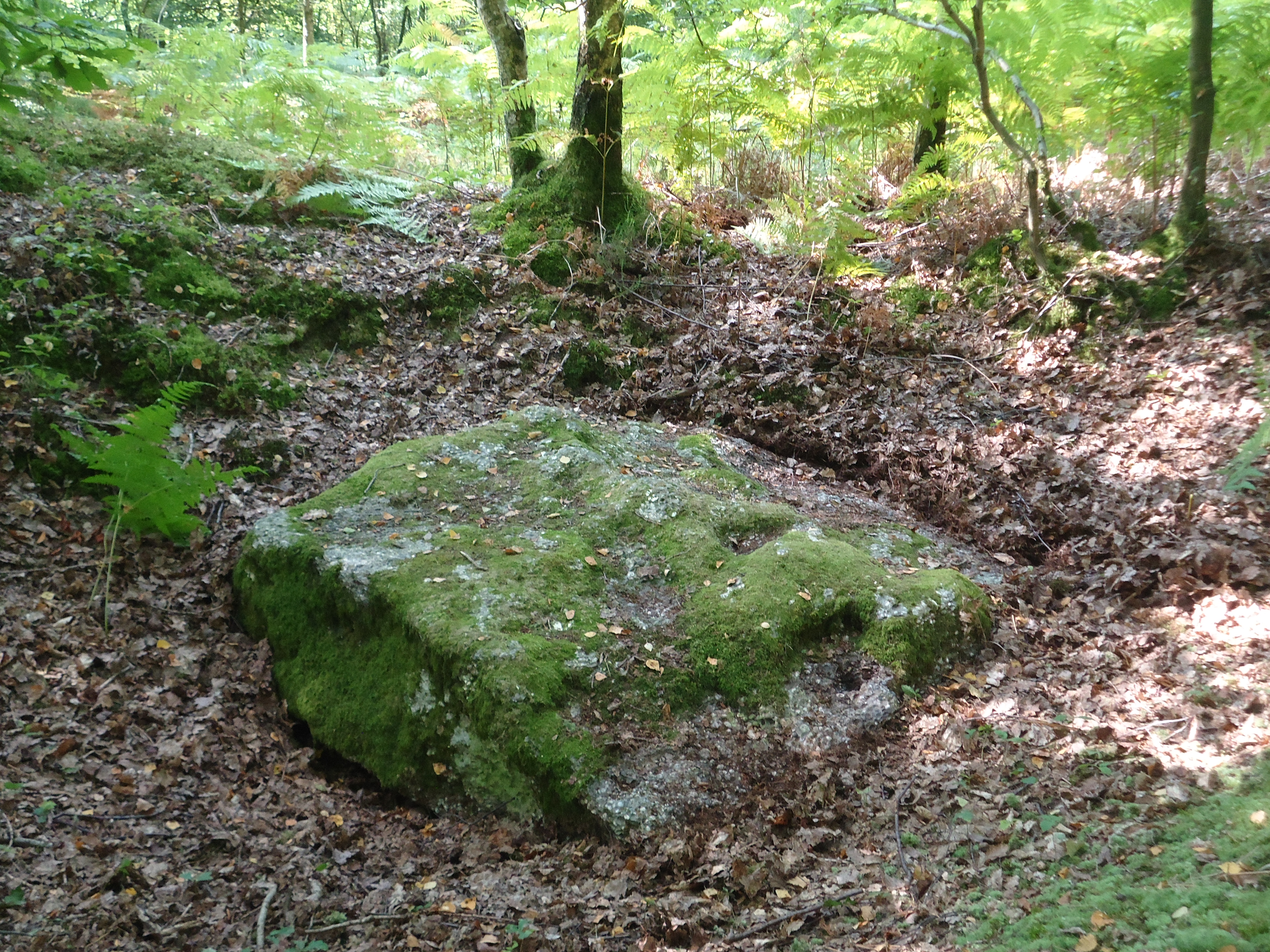